# Tour du Haut-Var 2015
La 47e édition du Tour du Haut-Var a eu lieu du 21 au 22 février 2015. La course fait partie du calendrier UCI Europe Tour 2015 en catégorie 2.1.
Elle a été remportée par le Luxembourgeois Ben Gastauer (AG2R La Mondiale), vainqueur de la première étape, qui s'impose respectivement de 7 s sur un ensemble de vingt coureurs dont le Belge Philippe Gilbert (BMC Racing) s'empare de la deuxième place finale au cumul des places devant le Français Jonathan Hivert (Bretagne-Séché Environnement).
Gilbert remporte le classement par points, le Lituanien Ignatas Konovalovas (Marseille 13 KTM) celui de la montagne et le Français Quentin Pacher (Armée de Terre) celui du meilleur jeune. La formation française Bretagne-Séché Environnement, termine quant à elle meilleure équipe.

## Présentation

### Équipes
Classé en catégorie 2.1 de l'UCI Europe Tour, le Tour du Haut-Var est par conséquent ouvert aux WorldTeams dans la limite de 50 % des équipes participantes, aux équipes continentales professionnelles, aux équipes continentales et aux équipes nationales.
Vingt équipes participent à ce Tour du Haut-Var - six WorldTeams, six équipes continentales professionnelles et huit équipes continentales :
| UCI WorldTeams   | UCI WorldTeams | UCI WorldTeams |
| Nom de l'équipe  | Pays           | Code           |
| ---------------- | -------------- | -------------- |
| AG2R La Mondiale | France         | ALM            |
| BMC Racing       | États-Unis     | BMC            |
| FDJ              | France         | FDJ            |
| Giant-Alpecin    | Allemagne      | TGA            |
| IAM              | Suisse         | IAM            |
| Katusha          | Russie         | KAT            |

| Équipes continentales professionnelles | Équipes continentales professionnelles | Équipes continentales professionnelles |
| Nom de l'équipe                        | Pays                                   | Code                                   |
| -------------------------------------- | -------------------------------------- | -------------------------------------- |
| Androni Giocattoli                     | Italie                                 | AND                                    |
| Bretagne-Séché Environnement           | France                                 | BSE                                    |
| CCC Sprandi Polkowice                  | Pologne                                | CCC                                    |
| Cofidis                                | France                                 | COF                                    |
| Cult Energy                            | Danemark                               | CLT                                    |
| Europcar                               | France                                 | EUC                                    |

| Équipes continentales   | Équipes continentales | Équipes continentales |
| Nom de l'équipe         | Pays                  | Code                  |
| ----------------------- | --------------------- | --------------------- |
| Armée de Terre          | France                | ADT                   |
| Auber 93                | France                | AUB                   |
| Frøy Oslo               | Norvège               | FRB                   |
| Marseille 13 KTM        | France                | M13                   |
| Roubaix Lille Métropole | France                | RLM                   |
| Veranclassic-Ekoï       | Belgique              | VER                   |
| Verandas Willems        | Belgique              | WIL                   |
| Wallonie-Bruxelles      | Belgique              | WBC                   |

## Étapes
| Étape     | Date       | Villes étapes                   |                 | Distance (km) | Vainqueur d’étape | Leader du classement général |
| --------- | ---------- | ------------------------------- | --------------- | ------------- | ----------------- | ---------------------------- |
| 1re étape | 21 février | Le Cannet-des-Maures - Seillans | Étape vallonnée | 164,6         | Ben Gastauer      | Ben Gastauer                 |
| 2e étape  | 22 février | Draguignan - Draguignan         | Étape vallonnée | 194,7         | Luka Mezgec       | Ben Gastauer                 |

## Déroulement de la course

### 1reétape
| Classement de l'étape | Classement de l'étape | Classement de l'étape | Classement de l'étape        | Classement de l'étape |
|                       | Coureur               | Pays                  | Équipe                       | Temps                 |
| --------------------- | --------------------- | --------------------- | ---------------------------- | --------------------- |
| 1er                   | Ben Gastauer          | Luxembourg            | AG2R La Mondiale             | en 4 h 11 min 15 s    |
| 2e                    | Jonathan Hivert       | France                | Bretagne-Séché Environnement | + 7 s                 |
| 3e                    | Philippe Gilbert      | Belgique              | BMC Racing                   | + 7 s                 |
| 4e                    | Fabian Wegmann        | Allemagne             | Cult Energy                  | + 7 s                 |
| 5e                    | Christophe Laporte    | France                | Cofidis                      | + 7 s                 |
| 6e                    | Simon Špilak          | Slovénie              | Katusha                      | + 7 s                 |
| 7e                    | Alexey Tsatevitch     | Russie                | Katusha                      | + 7 s                 |
| 8e                    | Matthieu Ladagnous    | France                | FDJ                          | + 7 s                 |
| 9e                    | Linus Gerdemann       | Allemagne             | Cult Energy                  | + 7 s                 |
| 10e                   | Ángel Vicioso         | Espagne               | Katusha                      | + 7 s                 |
| modifier              |                       |                       |                              |                       |

| Classement général | Classement général | Classement général | Classement général           | Classement général |
|                    | Coureur            | Pays               | Équipe                       | Temps              |
| ------------------ | ------------------ | ------------------ | ---------------------------- | ------------------ |
| 1er                | Ben Gastauer       | Luxembourg         | AG2R La Mondiale             | en 4 h 11 min 15 s |
| 2e                 | Jonathan Hivert    | France             | Bretagne-Séché Environnement | + 7 s              |
| 3e                 | Philippe Gilbert   | Belgique           | BMC Racing                   | + 7 s              |
| 4e                 | Fabian Wegmann     | Allemagne          | Cult Energy                  | + 7 s              |
| 5e                 | Christophe Laporte | France             | Cofidis                      | + 7 s              |
| 6e                 | Simon Špilak       | Slovénie           | Katusha                      | + 7 s              |
| 7e                 | Alexey Tsatevitch  | Russie             | Katusha                      | + 7 s              |
| 8e                 | Matthieu Ladagnous | France             | FDJ                          | + 7 s              |
| 9e                 | Linus Gerdemann    | Allemagne          | Cult Energy                  | + 7 s              |
| 10e                | Ángel Vicioso      | Espagne            | Katusha                      | + 7 s              |
| modifier           |                    |                    |                              |                    |

### 2eétape
| Classement de l'étape | Classement de l'étape | Classement de l'étape | Classement de l'étape        | Classement de l'étape |
|                       | Coureur               | Pays                  | Équipe                       | Temps                 |
| --------------------- | --------------------- | --------------------- | ---------------------------- | --------------------- |
| 1er                   | Luka Mezgec           | Slovénie              | Giant-Alpecin                | en 5 h 3 min 6 s      |
| 2e                    | Philippe Gilbert      | Belgique              | BMC Racing                   | m.t                   |
| 3e                    | Baptiste Planckaert   | Belgique              | Roubaix Lille Métropole      | m.t                   |
| 4e                    | Matthieu Ladagnous    | France                | FDJ                          | m.t                   |
| 5e                    | Julien El Fares       | France                | Marseille 13 KTM             | m.t                   |
| 6e                    | Brent Bookwalter      | États-Unis            | BMC Racing                   | m.t                   |
| 7e                    | Jonathan Hivert       | France                | Bretagne-Séché Environnement | m.t                   |
| 8e                    | Rudy Molard           | France                | Cofidis                      | m.t                   |
| 9e                    | Alexis Vuillermoz     | France                | AG2R La Mondiale             | m.t                   |
| 10e                   | Alexey Tsatevitch     | Russie                | Katusha                      | m.t                   |
| modifier              |                       |                       |                              |                       |

## Classements finals

### Classement général final
| Classement général final | Classement général final | Classement général final | Classement général final     | Classement général final |
|                          | Coureur                  | Pays                     | Équipe                       | Temps                    |
| ------------------------ | ------------------------ | ------------------------ | ---------------------------- | ------------------------ |
| 1er                      | Ben Gastauer             | Luxembourg               | AG2R La Mondiale             | en 9 h 14 min 21 s       |
| 2e                       | Philippe Gilbert         | Belgique                 | BMC Racing                   | + 7 s                    |
| 3e                       | Jonathan Hivert          | France                   | Bretagne-Séché Environnement | + 7 s                    |
| 4e                       | Matthieu Ladagnous       | France                   | FDJ                          | + 7 s                    |
| 5e                       | Baptiste Planckaert      | Belgique                 | Roubaix Lille Métropole      | + 7 s                    |
| 6e                       | Alexey Tsatevitch        | Russie                   | Katusha                      | + 7 s                    |
| 7e                       | Julien El Fares          | France                   | Marseille 13 KTM             | + 7 s                    |
| 8e                       | Davide Rebellin          | Italie                   | CCC Sprandi Polkowice        | + 7 s                    |
| 9e                       | Alexis Vuillermoz        | France                   | AG2R La Mondiale             | + 7 s                    |
| 10e                      | Yoann Bagot              | France                   | Cofidis                      | + 7 s                    |
| modifier                 |                          |                          |                              |                          |

### Classements annexes
| Classement par points | Classement par points | Classement par points | Classement par points        | Classement par points |
| --------------------- | --------------------- | --------------------- | ---------------------------- | --------------------- |
|                       | Coureur               | Pays                  | Équipe                       | Point(s)              |
| 1er                   | Philippe Gilbert      | Belgique              | BMC Racing                   | 36 points             |
| 2e                    | Ben Gastauer          | Luxembourg            | AG2R La Mondiale             | 29 pts                |
| 3e                    | Jonathan Hivert       | France                | Bretagne-Séché Environnement | 29 pts                |
| modifier              |                       |                       |                              |                       |

| Classement de la montagne | Classement de la montagne | Classement de la montagne | Classement de la montagne | Classement de la montagne |
| ------------------------- | ------------------------- | ------------------------- | ------------------------- | ------------------------- |
|                           | Coureur                   | Pays                      | Équipe                    | Point(s)                  |
| 1er                       | Ignatas Konovalovas       | Lituanie                  | Marseille 13 KTM          | 48 points                 |
| 2e                        | Serge Dewortelaer         | Belgique                  | Veranclassic-Ekoï         | 24 pts                    |
| 3e                        | Julien Guay               | France                    | Auber 93                  | 16 pts                    |
| modifier                  |                           |                           |                           |                           |

| Classement du meilleur jeune | Classement du meilleur jeune | Classement du meilleur jeune | Classement du meilleur jeune | Classement du meilleur jeune |
|                              | Coureur                      | Pays                         | Équipe                       | Temps                        |
| ---------------------------- | ---------------------------- | ---------------------------- | ---------------------------- | ---------------------------- |
| 1er                          | Quentin Pacher               | France                       | Armée de Terre               | en 9 h 14 min 28 s           |
| 2e                           | Eduardo Sepúlveda            | Argentine                    | Bretagne-Séché Environnement | + 0 s                        |
| 3e                           | Anthony Turgis               | France                       | Roubaix Lille Métropole      | + 53 s                       |
| modifier                     |                              |                              |                              |                              |

| Classement par équipes | Classement par équipes       | Classement par équipes | Classement par équipes |
|                        | Équipe                       | Pays                   | Temps                  |
| ---------------------- | ---------------------------- | ---------------------- | ---------------------- |
| 1re                    | Bretagne-Séché Environnement | France                 | en 27 h 43 min 24 s    |
| 2e                     | BMC Racing                   | États-Unis             | + 0 s                  |
| 3e                     | AG2R La Mondiale             | France                 | + 2 s                  |
| modifier               |                              |                        |                        |

### UCI Europe Tour
Ce Tour du Haut-Var attribue des points pour l'UCI Europe Tour 2015, par équipes seulement aux coureurs des équipes continentales professionnelles et continentales, individuellement à tous les coureurs sauf ceux faisant partie d'une équipe ayant un label WorldTeam.
| Position,          | 1er | 2e | 3e | 4e | 5e | 6e | 7e | 8e | 9e | 10e | 11e | 12e |
| Classement général | 80  | 56 | 32 | 24 | 20 | 16 | 12 | 8  | 7  | 6   | 5   | 3   |
| Par étape          | 16  | 11 | 6  | 5  | 4  | 2  |    |    |    |     |     |     |
| Leader, par étape  | 8   |    |    |    |    |    |    |    |    |     |     |     |

| Cycliste            | Équipe                       | Général | Étape | Leader | Total |
| ------------------- | ---------------------------- | ------- | ----- | ------ | ----- |
| Jonathan Hivert     | Bretagne-Séché Environnement | 32      | 11    | -      | 43    |
| Baptiste Planckaert | Roubaix Lille Métropole      | 20      | 6     | -      | 26    |
| Julien El Fares     | Marseille 13 KTM             | 12      | 4     | -      | 16    |
| Davide Rebellin     | CCC Sprandi Polkowice        | 8       | -     | -      | 8     |
| Yoann Bagot         | Cofidis                      | 6       | -     | -      | 6     |
| Fabian Wegmann      | Cult Energy                  | -       | 5     | -      | 5     |
| Christophe Laporte  | Cofidis                      | -       | 4     | -      | 4     |
| Pierrick Fédrigo    | Bretagne-Séché Environnement | 3       | -     | -      | 3     |

## Évolution des classements
| Étape              | Vainqueur          | Classement général | Classement par points | Classement de la montagne | Classement du meilleur jeune | Classement par équipes       |
| ------------------ | ------------------ | ------------------ | --------------------- | ------------------------- | ---------------------------- | ---------------------------- |
| 1                  | Ben Gastauer       | Ben Gastauer       | Ben Gastauer          | Thomas Vaubourzeix        | Christophe Laporte           | AG2R La Mondiale             |
| 2                  | Luka Mezgec        | Ben Gastauer       | Philippe Gilbert      | Ignatas Konovalovas       | Quentin Pacher               | Bretagne-Séché Environnement |
| Classements finals | Classements finals | Ben Gastauer       | Philippe Gilbert      | Ignatas Konovalovas       | Quentin Pacher               | Bretagne-Séché Environnement |

## Liste des participants
- Liste de départ complète

| Légende                             | Légende                                                                                                  | Légende                                | Légende                                                                                                  |
| ----------------------------------- | --- | -------------------------------------- | --- |
| Num                                 | Dossard de départ porté par le coureur sur ce Tour du Haut-Var                                           | Pos                                    | Position finale au classement général                                                                    |
| Leader du classement général        | Indique le vainqueur du classement général                                                               | Leader du classement par points        | Indique le vainqueur du classement par points                                                            |
| Leader du classement de la montagne | Indique le vainqueur du classement de la montagne                                                        | Leader du classement du meilleur jeune | Indique le vainqueur du classement du meilleur jeune                                                     |
|                                     | Indique un maillot de champion national ou mondial, suivi de sa spécialité                               | #                                      | Indique la meilleure équipe                                                                              |
| NP                                  | Indique un coureur qui n'a pas pris le départ d'une étape, suivi du numéro de l'étape où il s'est retiré | AB                                     | Indique un coureur qui n'a pas terminé une étape, suivi du numéro de l'étape où il s'est retiré          |
| HD                                  | Indique un coureur qui a terminé une étape hors des délais, suivi du numéro de l'étape                   | *                                      | Indique un coureur en lice pour le classement du meilleur jeune (coureurs nés après le 1er janvier 1991) |

| AG2R La Mondiale ALM                 | AG2R La Mondiale ALM    | AG2R La Mondiale ALM |
| ------------------------------------ | ----------------------- | -------------------- |
| Num                                  | Coureur                 | Pos                  |
| 1                                    | Mikaël Cherel (FRA)     | 27e                  |
| 2                                    | Samuel Dumoulin (FRA)   | 39e                  |
| 3                                    | Julien Bérard (FRA)     | 94e                  |
| 4                                    | Hubert Dupont (FRA)     | 45e                  |
| 5                                    | Ben Gastauer (LUX)      | 1er                  |
| 6                                    | Sébastien Turgot (FRA)  | 106e                 |
| 7                                    | Rinaldo Nocentini (ITA) | 24e                  |
| 8                                    | Alexis Vuillermoz (FRA) | 9e                   |
| Directeur sportif : Stéphane Goubert |                         |                      |

| FDJ                                 | FDJ                           | FDJ  |
| ----------------------------------- | ----------------------------- | ---- |
| Num                                 | Coureur                       | Pos  |
| 11                                  | Benoît Vaugrenard (FRA)       | 49e  |
| 12                                  | Anthony Geslin (FRA)          | 55e  |
| 13                                  | Matthieu Ladagnous (FRA)      | 4e   |
| 14                                  | Johan Le Bon (FRA)            | 81e  |
| 15                                  | Laurent Pichon (FRA)          | 28e  |
| 16                                  | Kévin Réza (FRA)              | 58e  |
| 17                                  | Jussi Veikkanen (FIN) (Route) | 103e |
| 18                                  | Olivier Le Gac (FRA)*         | 82e  |
| Directeur sportif : Thierry Bricaud |                               |      |

| BMC Racing BMC                    | BMC Racing BMC         | BMC Racing BMC |
| --------------------------------- | ---------------------- | -------------- |
| Num                               | Coureur                | Pos            |
| 21                                | Philippe Gilbert (BEL) | 2e             |
| 22                                | Darwin Atapuma (COL)   | 18e            |
| 23                                | Brent Bookwalter (USA) | 13e            |
| 24                                | Jempy Drucker (LUX)    | 62e            |
| 25                                | Amaël Moinard (FRA)    | 35e            |
| 26                                | Joey Rosskopf (USA)    | 25e            |
| 27                                | Manuel Senni (ITA)*    | 86e            |
| 28                                | Rick Zabel (GER)*      | NP-2           |
| Directeur sportif : Yvon Ledanois |                        |                |

| Katusha KAT                            | Katusha KAT             | Katusha KAT |
| -------------------------------------- | ----------------------- | ----------- |
| Num                                    | Coureur                 | Pos         |
| 31                                     | Maxim Belkov (RUS)      | 79e         |
| 32                                     | Pavel Kochetkov (RUS)   | 47e         |
| 33                                     | Egor Silin (RUS)        | 23e         |
| 34                                     | Ilnur Zakarin (RUS)     | 40e         |
| 35                                     | Alexey Tsatevitch (RUS) | 6e          |
| 36                                     | Ángel Vicioso (ESP)     | 11e         |
| 37                                     | Eduard Vorganov (RUS)   | 43e         |
| 38                                     | Simon Špilak (SLO)      | 22e         |
| Directeur sportif : Guennadi Mikhailov |                         |             |

| IAM                                    | IAM                       | IAM  |
| -------------------------------------- | ------------------------- | ---- |
| Num                                    | Coureur                   | Pos  |
| 41                                     | Clément Chevrier (FRA)*   | 44e  |
| 42                                     |                           |      |
| 43                                     | Sondre Holst Enger (NOR)* | AB-1 |
| 44                                     | Simon Pellaud (SUI)*      | 99e  |
| 45                                     | Patrick Schelling (SUI)   | 36e  |
| 46                                     | David Tanner (AUS)        | 59e  |
| 47                                     | Lawrence Warbasse (USA)   | 30e  |
| 48                                     | Jonathan Fumeaux (SUI)    | AB-2 |
| Directeur sportif : Rubens Bertogliati |                           |      |

| Giant-Alpecin TGA                | Giant-Alpecin TGA    | Giant-Alpecin TGA |
| -------------------------------- | -------------------- | ----------------- |
| Num                              | Coureur              | Pos               |
| 51                               | Roy Curvers (NED)    | 61e               |
| 52                               |                      |                   |
| 53                               | Chad Haga (USA)      | 19e               |
| 54                               | Thierry Hupond (FRA) | 69e               |
| 55                               | Ji Cheng (CHN)       | AB-2              |
| 56                               | Luka Mezgec (SLO)    | 33e               |
| 57                               | Albert Timmer (NED)  | 91e               |
| 58                               | Zico Waeytens (BEL)* | 38e               |
| Directeur sportif : Aike Visbeek |                      |                   |

| Europcar EUC                       | Europcar EUC            | Europcar EUC |
| ---------------------------------- | ----------------------- | ------------ |
| Num                                | Coureur                 | Pos          |
| 61                                 | Thomas Voeckler (FRA)   | 32e          |
| 62                                 | Jérôme Cousin (FRA)     | 46e          |
| 63                                 | Antoine Duchesne (CAN)* | 34e          |
| 64                                 | Tony Hurel (FRA)        | 60e          |
| 65                                 | Yannick Martinez (FRA)  | AB-2         |
| 66                                 | Angélo Tulik (FRA)      | 48e          |
| 67                                 | Alexandre Pichot (FRA)  | NP-2         |
| 68                                 | Perrig Quéméneur (FRA)  | 90e          |
| Directeur sportif : Ismaël Mottier |                         |              |

| Cofidis COF                       | Cofidis COF               | Cofidis COF |
| --------------------------------- | ------------------------- | ----------- |
| Num                               | Coureur                   | Pos         |
| 71                                | Yoann Bagot (FRA)         | 10e         |
| 72                                | Loïc Chetout (FRA)*       | AB-2        |
| 73                                | Anthony Turgis (FRA)*     | 75e         |
| 74                                | Christophe Laporte (FRA)* | 37e         |
| 75                                | Rudy Molard (FRA)         | 64e         |
| 76                                | Stéphane Rossetto (FRA)   | AB-2        |
| 77                                | Julien Simon (FRA)        | NP-1        |
| 78                                | Louis Verhelst (BEL)      | 112e        |
| Directeur sportif : Stéphane Augé |                           |             |

| Bretagne-Séché Environnement # BSE  | Bretagne-Séché Environnement # BSE | Bretagne-Séché Environnement # BSE |
| ----------------------------------- | ---------------------------------- | ---------------------------------- |
| Num                                 | Coureur                            | Pos                                |
| 81                                  | Pierrick Fédrigo (FRA)             | 12e                                |
| 82                                  | Brice Feillu (FRA)                 | 56e                                |
| 83                                  | Jean-Marc Bideau (FRA)             | 110e                               |
| 84                                  | Armindo Fonseca (FRA)              | 93e                                |
| 85                                  | Arnaud Gérard (FRA)                | 80e                                |
| 86                                  | Jonathan Hivert (FRA)              | 3e                                 |
| 87                                  | Eduardo Sepúlveda (ARG)*           | 17e                                |
| 88                                  | Florian Vachon (FRA)               | 95e                                |
| Directeur sportif : Emmanuel Hubert |                                    |                                    |

| Androni Giocattoli AND              | Androni Giocattoli AND     | Androni Giocattoli AND |
| ----------------------------------- | -------------------------- | ---------------------- |
| Num                                 | Coureur                    | Pos                    |
| 91                                  | Franco Pellizotti (ITA)    | 21e                    |
| 92                                  | Oscar Gatto (ITA)          | AB-2                   |
| 93                                  | Marco Bandiera (ITA)       | 97e                    |
| 94                                  | Tiziano Dall'Antonia (ITA) | 87e                    |
| 95                                  | Davide Appollonio (ITA)    | 73e                    |
| 96                                  | Simone Stortoni (ITA)      | NP-1                   |
| 97                                  | Serghei Tvetcov (ROU)      | 63e                    |
| 98                                  | Fabio Taborre (ITA)        | AB-2                   |
| Directeur sportif : Roberto Miodini |                            |                        |

| CCC Sprandi Polkowice CCC              | CCC Sprandi Polkowice CCC      | CCC Sprandi Polkowice CCC |
| -------------------------------------- | ------------------------------ | ------------------------- |
| Num                                    | Coureur                        | Pos                       |
| 101                                    | Davide Rebellin (ITA)          | 8e                        |
| 102                                    | Mateusz Taciak (POL)           | 92e                       |
| 103                                    | Adrian Kurek (POL)             | 100e                      |
| 104                                    |                                |                           |
| 105                                    | Nikolay Mihaylov (BUL) (Route) | AB-2                      |
| 106                                    | Christian Delle Stelle (ITA)   | 111e                      |
| 107                                    | Marek Rutkiewicz (POL)         | AB-2                      |
| 108                                    | Grzegorz Stępniak (POL)        | AB-2                      |
| Directeur sportif : Gabriele Missaglia |                                |                           |

| Cult Energy CLT                    | Cult Energy CLT         | Cult Energy CLT |
| ---------------------------------- | ----------------------- | --------------- |
| Num                                | Coureur                 | Pos             |
| 111                                | Linus Gerdemann (GER)   | NP-2            |
| 112                                | Fabian Wegmann (GER)    | NP-2            |
| 113                                | Gustav Larsson (SWE)    | NP-2            |
| 114                                | Romain Lemarchand (FRA) | NP-2            |
| 115                                | Rasmus Guldhammer (DEN) | NP-2            |
| 116                                | Troels Vinther (DEN)    | NP-2            |
| 117                                | Michael Reihs (DEN)     | NP-2            |
| 118                                | Martin Mortensen (DEN)  | NP-2            |
| Directeur sportif : Michael Skelde |                         |                 |

| Marseille 13 KTM M13                  | Marseille 13 KTM M13        | Marseille 13 KTM M13 |
| ------------------------------------- | --------------------------- | -------------------- |
| Num                                   | Coureur                     | Pos                  |
| 121                                   | Rémy Di Grégorio (FRA)      | 41e                  |
| 122                                   | Ignatas Konovalovas (LTU)   | 85e                  |
| 123                                   | Julien El Fares (FRA)       | 7e                   |
| 124                                   | Julien Loubet (FRA)         | 14e                  |
| 125                                   | Clément Penven (FRA)        | 98e                  |
| 126                                   | Clément Saint-Martin (FRA)* | AB-2                 |
| 127                                   | Grégoire Tarride (FRA)*     | 104e                 |
| 128                                   | Yoann Paillot (FRA)*        | 54e                  |
| Directeur sportif : Frédéric Rostaing |                             |                      |

| Auber 93 AUB                         | Auber 93 AUB             | Auber 93 AUB |
| ------------------------------------ | ------------------------ | ------------ |
| Num                                  | Coureur                  | Pos          |
| 131                                  | César Bihel (FRA)        | 57e          |
| 132                                  | Anthony Maldonado (FRA)* | 88e          |
| 133                                  | Pierre Gouault (FRA)*    | 77e          |
| 134                                  | Julien Guay (FRA)        | 84e          |
| 135                                  | Alo Jakin (EST) (Route)  | 67e          |
| 136                                  | Maxime Renault (FRA)     | 89e          |
| 137                                  | Steven Tronet (FRA)      | 78e          |
| 138                                  | Théo Vimpère (FRA)       | 20e          |
| Directeur sportif : Stéphane Javalet |                          |              |

| Roubaix Lille Métropole RLM         | Roubaix Lille Métropole RLM | Roubaix Lille Métropole RLM |
| ----------------------------------- | --------------------------- | --------------------------- |
| Num                                 | Coureur                     | Pos                         |
| 141                                 | Julien Antomarchi (FRA)     | 53e                         |
| 142                                 | Romain Pillon (FRA)         | NP-1                        |
| 143                                 | Dieter Bouvry (BEL)*        | AB-2                        |
| 144                                 | Rudy Kowalski (FRA)         | AB-2                        |
| 145                                 | Jérémy Leveau (FRA)*        | 102e                        |
| 146                                 | Baptiste Planckaert (BEL)   | 5e                          |
| 147                                 | Jimmy Turgis (FRA)*         | 29e                         |
| 148                                 | Maxime Vantomme (BEL)       | 26e                         |
| Directeur sportif : Gilles Pauchard |                             |                             |

| Armée de Terre ADT               | Armée de Terre ADT    | Armée de Terre ADT |
| -------------------------------- | --------------------- | ------------------ |
| Num                              | Coureur               | Pos                |
| 151                              | Yann Guyot (FRA)      | 66e                |
| 152                              | Benoît Sinner (FRA)   | AB-2               |
| 153                              | Jimmy Raibaud (FRA)*  | 83e                |
| 154                              | Romain Combaud (FRA)* | 31e                |
| 155                              | Jérôme Mainard (FRA)  | 70e                |
| 156                              | Romain Le Roux (FRA)* | NP-1               |
| 157                              | Yoann Barbas (FRA)    | 52e                |
| 158                              | Quentin Pacher (FRA)* | 15e                |
| Directeur sportif : Cédric Barre |                       |                    |

| Wallonie-Bruxelles WBC                | Wallonie-Bruxelles WBC   | Wallonie-Bruxelles WBC |
| ------------------------------------- | ------------------------ | ---------------------- |
| Num                                   | Coureur                  | Pos                    |
| 161                                   | Sébastien Delfosse (BEL) | 16e                    |
| 162                                   | Kevyn Ista (BEL)         | 65e                    |
| 163                                   | Antoine Warnier (BEL)*   | 42e                    |
| 164                                   | Thomas Wertz (BEL)*      | AB-2                   |
| 165                                   | Grégory Habeaux (BEL)    | 108e                   |
| 166                                   | Julien Stassen (BEL)     | 71e                    |
| 167                                   | Antoine Demoitié (BEL)   | 105e                   |
| 168                                   | Tom Dernies (BEL)        | 51e                    |
| Directeur sportif : Frédéric Amorison |                          |                        |

| Veranclassic-Ekoï VER           | Veranclassic-Ekoï VER    | Veranclassic-Ekoï VER |
| ------------------------------- | ------------------------ | --------------------- |
| Num                             | Coureur                  | Pos                   |
| 171                             | Niels De Rooze (BEL)*    | AB-2                  |
| 172                             | Thomas Vaubourzeix (FRA) | AB-2                  |
| 173                             | Justin Jules (FRA)       | AB-2                  |
| 174                             | Dirk Finders (GER)       | AB-2                  |
| 175                             | Edwig Cammaerts (BEL)    | AB-2                  |
| 176                             | Serge Dewortelaer (BEL)* | 68e                   |
| 177                             | Gorik Gardeyn (BEL)      | AB-2                  |
| 178                             | Melvin Rullière (FRA)    | AB-2                  |
| Directeur sportif : Nico Mattan |                          |                       |

| Verandas Willems WIL                  | Verandas Willems WIL     | Verandas Willems WIL |
| ------------------------------------- | ------------------------ | -------------------- |
| Num                                   | Coureur                  | Pos                  |
| 181                                   | Gaëtan Bille (BEL)       | 50e                  |
| 182                                   | Joeri Calleeuw (BEL)     | 107e                 |
| 183                                   | Dimitri Claeys (BEL)     | 72e                  |
| 184                                   | Jérôme Gilbert (BEL)     | 109e                 |
| 185                                   | Olivier Pardini (BEL)    | AB-2                 |
| 186                                   | Christophe Prémont (BEL) | 76e                  |
| 187                                   | Kai Reus (NED)           | 101e                 |
| 188                                   | Stef Van Zummeren (BEL)* | 96e                  |
| Directeur sportif : Gautier De Winter |                          |                      |

| Frøy Oslo FRB                          | Frøy Oslo FRB                | Frøy Oslo FRB |
| -------------------------------------- | ---------------------------- | ------------- |
| Num                                    | Coureur                      | Pos           |
| 191                                    | Damien Garcia (FRA)*         | AB-2          |
| 192                                    | Oddbjørn Andersen (NOR)      | 74e           |
| 193                                    | Henrik Steen Haugen (NOR)*   | AB-2          |
| 194                                    | Jon Soeveras Breivold (NOR)* | AB-2          |
| 195                                    | Henrik Evensen (NOR)*        | AB-2          |
| 196                                    | Nikolai Tefre (NOR)*         | AB-1          |
| 197                                    | Halvor Tandrevold (NOR)*     | AB-2          |
| 198                                    | Anders Kristoffersen (NOR)*  | AB-2          |
| Directeur sportif : Carl Erik Pedersen |                              |               |